# Franqueville-Saint-Pierre
Franqueville-Saint-Pierre är en kommun i departementet Seine-Maritime i regionen Normandie i norra Frankrike. Kommunen ligger i kantonen Boos som tillhör arrondissementet Rouen. År 2022 hade Franqueville-Saint-Pierre 6 081 invånare.

## Befolkningsutveckling
Antalet invånare i kommunen Franqueville-Saint-Pierre
| Referens: INSEE |